# M1910/37 152mm榴弾砲

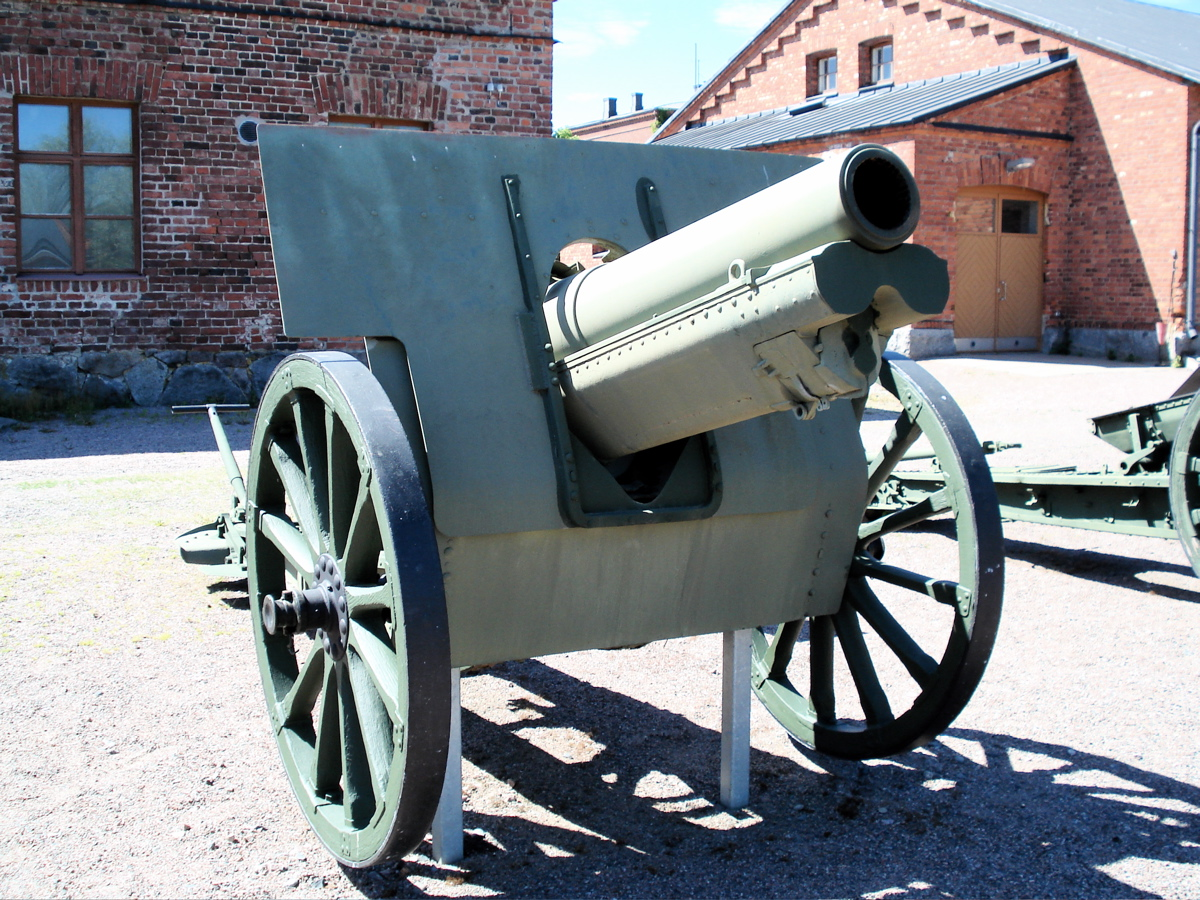
M1910/37の基となった、M1910 152mm榴弾砲

M1910/37 152mm榴弾砲（ロシア語：152-мм гаубица обр. 1910/37 гг.）とは、ロシア帝国時代に採用されたM1910 152mm榴弾砲をソビエト連邦が改良した榴弾砲である。他の近代化された火砲と同様に大祖国戦争の序盤において使用された。

## 開発
M1910 152mm榴弾砲はライバルのM1909 152mm榴弾砲と同様にフランスのシュナイダー社が設計したものであり、ロシア・ソ連国内の工場において1911年から1927年にかけて348門が製造された。しかし、旧ロシア帝国の一部であったフィンランドやポーランド、エストニアなどの独立時に一部が接収された上に、第一次世界大戦とロシア内戦、ポーランド・ソビエト戦争による損耗が重なり、1936年時点において赤軍の手元に残されたM1910は5門の試作品を含めた101門のみであった。
このため1920年代末に赤軍が保有する旧式火砲ほぼ全種類に対する大がかりな近代化計画が始まっても、ごく少数に過ぎないM1910 152mm榴弾砲をわざわざ近代化する価値はないと見なされ、1936年まではそのまま運用されていた。しかし、1936年にはM1909/30と同様に拡大された薬室を有する新型砲身が搭載され、木製の車輪はゴムを張り付けた金属製のそれに換装された。この改修を受けたM1910は、M1910/37 152mm榴弾砲として制式採用された。

## 概要
M1910/37榴弾砲は比較的新しい設計であったため、砲架の仰角向上などの改修は行われていなかった。タイヤを木製からゴム付きの金属製に取り換えたことにより、牽引速度は18km/hまで向上した。移動時には8頭の馬で牽引し、砲1門ごとに付属する弾薬箱には砲弾22発と薬莢24個、そして発射用火薬が収められ馬3頭で牽引された。
しかし、第一次大戦期に設計された砲である点に変わりはなく、単脚式砲架故の水平射角の狭さと車軸にサスペンションがないことにより自動車による高速牽引が不可能な点は改善されることはなかった。

## 運用
M1910/37榴弾砲が導入された直後には新型のM-10 152mm榴弾砲が開発されたが、これは砲架の構造の複雑さにより生産ペースが上がらず、1941年には生産が中止されている。M1910/37榴弾砲はライバルのM1909/30と共に大祖国戦争に投入されたが、具体的な運用期間や戦果ははっきりとしておらず、ドイツ国防軍やフィンランド国防軍がこれを鹵獲して運用した形跡もない。

## スペック
- 口径：152.4mm
- 全長：8.38m（牽引時）
- 全幅：m
- 重量：2,725kg（戦闘時）/3,050kg（牽引時）
- 砲身長：1,829mm（12口径）
- 仰俯角：0°~+41°
- 左右旋回角：6°
- 運用要員：8名
- 発射速度：6発/分（最大）
- 射程：8,000m（標準榴弾）
- 生産期間：年~年
- 生産総数：99門